# Hassan Mohamed Mahmoud
Hassan Mohamed Mahmoud (arabisch حسن محمد محمود, DMG Ḥasan Muḥammad Maḥmūd; * 10. Februar 1984) ist ein ägyptischer Hammerwerfer.

## Sportliche Laufbahn
Erste internationale Erfahrungen sammele Hassan Mohamed Mahmoud 2007 bei den Panarabischen Spielen in Kairo, bei denen er mit einer Weite von 68,68 m die Bronzemedaille hinter seinem Landsmann Mohsen Anani und Ali Mohamed al-Zankawi aus Kuwait gewann. 2009 nahm er an den Spielen der Frankophonie in Beirut teil und belegte dort mit 65,95 m den fünften Platz und 2010 wurde er bei den Afrikameisterschaften in Nairobi mit einem Wurf auf 68,43 m Vierter. 2011 nahm er erstmals an den Afrikaspielen in Maputo teil und gewann dort mit 69,70 m die Bronzemedaille hinter seinem Landsmann Mostafa el-Gamel und Chris Harmse aus Südafrika. Anschließend gewann er sowohl bei den Arabischen Meisterschaften in al-Ain mit 67,15 m die Bronzemedaille hinter dem Kuwaiter al-Zinkawi und seinem Landsmann Alaa el-Ashry, wie auch bei den Panarabischen Spielen in Doha mit 68,22 m hinter al-Zinkawi und el-Gamel. 2013 gewann er bei den Mittelmeerspielen in Mersin mit 74,96 m die Silbermedaille hinter Landsmann el-Gamel und nahm anschließend an den Weltmeisterschaften in Moskau und den Islamic Solidarity Games in Palembang teil, wurde aber kurz darauf auf verbotene Dopingsubstanzen getestet und seine Ergebnisse annulliert und Mahmoud bis 2016 gesperrt.
Nach Ablauf seiner Sperre qualifizierte er sich 2016 für die Olympischen Spiele in Rio de Janeiro, bei denen er mit einer Weite von 69,87 m aber nicht bis in das Finale gelangte. Im Jahr darauf nahm er auch an den Weltmeisterschaften in London teil, schied aber auch dort mit 69,92 m in der Qualifikation aus. 2018 gewann er bei den Afrikameisterschaften in Asaba mit 69,90 m die Bronzemedaille hinter seinen Landsleuten el-Gamel und Eslam Moussad Seria.